# Bouray-sur-Juine
Bouray-sur-Juine település Franciaországban, Essonne megyében. Lakosainak száma 2077 fő (2022. január 1.). Bouray-sur-Juine Lardy, Cerny, Itteville, Janville-sur-Juine és Saint-Vrain községekkel határos.

## Népesség
A település népességének változása:
| Lakosok száma | 2131 | 2207 | 2249 | 2184 | 2148 | 2113 | 2095 | 2080 | 2077 |
|               | 2013 | 2015 | 2016 | 2017 | 2018 | 2019 | 2020 | 2021 | 2022 |